# Molde Fotballklubb 2019
Questa voce raccoglie le informazioni riguardanti il Molde Fotballklubb nelle competizioni ufficiali della stagione 2019.

## Stagione
La stagione del Molde è cominciata con l'avvicendamento in panchina tra Ole Gunnar Solskjær ed Erling Moe: il 18 dicembre 2018, Solskjær era infatti stato chiamato alla guida del Manchester United, inizialmente solo come traghettatore e solo successivamente come allenatore in pianta stabile. Gli accordi prevedevano che Moe sarebbe stato il suo sostituto finché Solskjær non avesse fatto ritorno in Norvegia, ma la successiva conferma ai Red Devils ha fatto sì che anche Moe rimanesse in carica a titolo definitivo.
Il Molde ha chiuso il campionato al 1º posto, aggiudicandosi il campionato per la 4ª volta nella sua storia. L'avventura nel Norgesmesterskapet è terminata invece al terzo turno, con l'eliminazione subita per mano dell'Aalesund. In Europa League, il Molde è stato sconfitto agli spareggi, battuto dal Partizan.
Fredrik Aursnes è stato il giocatore più utilizzato in stagione, totalizzando 39 presenze tra tutte le competizioni. Leke James è stato il miglior marcatore con 24 reti, realizzate tra campionato e coppe.

## Maglie e sponsor
Lo sponsor tecnico per la stagione 2019 è stato Nike, mentre lo sponsor ufficiale è stato Sparebanken Møre. La divisa casalinga era composta da una maglietta blu con inserti bianchi, pantaloncini e calzettoni bianchi. Quella da trasferta era invece completamente bianca, con rifiniture blu. La terza era di colore bordeaux, con finiture azzurre.
| Casa | Trasferta | Terza divisa |

## Rosa
| N. |                     | Ruolo | Calciatore            |
| -- | ------------------- | ----- | --------------------- |
| 1  | Svezia (bandiera)   | P     | Andreas Linde         |
| 2  | Norvegia (bandiera) | D     | Martin Bjørnbak       |
| 3  | Svezia (bandiera)   | D     | Christopher Telo      |
| 4  | Norvegia (bandiera) | D     | Ruben Gabrielsen      |
| 5  | Norvegia (bandiera) | D     | Vegard Forren         |
| 7  | Norvegia (bandiera) | C     | Magnus Wolff Eikrem   |
| 8  | Norvegia (bandiera) | C     | Fredrik Sjølstad      |
| 9  | Svezia (bandiera)   | A     | Mattias Moström       |
| 10 | Nigeria (bandiera)  | A     | Leke James            |
| 11 | Norvegia (bandiera) | C     | Martin Ellingsen      |
| 12 | Belgio (bandiera)   | P     | Álex Craninx          |
| 14 | Norvegia (bandiera) | A     | Erling Knudtzon       |
| 15 | Norvegia (bandiera) | C     | Tobias Christensen    |
| 16 | Norvegia (bandiera) | C     | Etzaz Hussain         |
| 17 | Norvegia (bandiera) | C     | Fredrik Aursnes       |
| 18 | Norvegia (bandiera) | D     | Kristoffer Haraldseid |
| 19 | Norvegia (bandiera) | C     | Eirik Hestad          |

| N. |                           | Ruolo | Calciatore              |
| -- | ------------------------- | ----- | ----------------------- |
| 20 | Stati Uniti (bandiera)    | C     | Henry Wingo             |
| 22 | Danimarca (bandiera)      | D     | Christoffer Remmer      |
| 23 | Norvegia (bandiera)       | A     | Eirik Ulland Andersen   |
| 25 | Norvegia (bandiera)       | D     | Martin Ove Roseth       |
| 26 | Norvegia (bandiera)       | P     | Mathias Eriksen Ranmark |
| 28 | Norvegia (bandiera)       | D     | Kristoffer Haugen       |
| 30 | Costa d'Avorio (bandiera) | A     | Mathis Bolly            |
| 41 | Norvegia (bandiera)       | C     | Henrik Frisvold Jenset  |
| 44 | Norvegia (bandiera)       | C     | William Røsok           |
| 45 | Norvegia (bandiera)       | D     | Emil Breivik            |
| 47 | Norvegia (bandiera)       | A     | Ole Sebastian Sundgot   |
| 48 | Norvegia (bandiera)       | A     | Markus Eiane            |
| 50 | Norvegia (bandiera)       | C     | Jakob Nyland Ørsahl     |
| 52 | Norvegia (bandiera)       | P     | Oliver Petersen         |
| 56 | Norvegia (bandiera)       | A     | Lloyd Fagerlie          |
| 59 | Norvegia (bandiera)       | C     | Tobias Hestad           |
| 99 | Norvegia (bandiera)       | A     | Ohi Omoijuanfo          |

## Calciomercato

### Sessione invernale(dal 09/01 al 01/04)
| Arrivi           | Arrivi                | Arrivi              | Arrivi        |
| R.               | Nome                  | da                  | Modalità      |
| ---------------- | --------------------- | ------------------- | ------------- |
| D                | Martin Bjørnbak       | Bodø/Glimt          | definitivo    |
| D                | Kristoffer Haraldseid | Haugesund           | definitivo    |
| C                | Fredrik Sjølstad      | Kongsvinger         | definitivo    |
| A                | Mathis Bolly          |                     | svincolato    |
| A                | Erling Knudtzon       |                     | svincolato    |
| A                | Ohi Omoijuanfo        | Stabæk              | definitivo    |
| A                | Eirik Ulland Andersen | Strømsgodset        | definitivo    |
| Altre operazioni |                       |                     |               |
| R.               | Nome                  | da                  | Modalità      |
| D                | Sonni Nattestad       | Horsens             | fine prestito |
| C                | Agnaldo               | RoPS                | fine prestito |
| C                | Tobias Svendsen       | Haugesund           | fine prestito |
| A                | Fredrik Brustad       | Hamilton Academical | fine prestito |
| A                | Óttar Magnús Karlsson | Trelleborg          | fine prestito |

| Partenze | Partenze                | Partenze                      | Partenze      |
| R.       | Nome                    | a                             | Modalità      |
| -------- | ----------------------- | ----------------------------- | ------------- |
| P        | Mathias Eriksen Ranmark | Mjøndalen                     | prestito      |
| D        | Sonni Nattestad         | Fredericia                    | definitivo    |
| D        | Isak Ssewankambo        |                               | svincolato    |
| C        | Agnaldo                 | RoPS                          | definitivo    |
| C        | Stian Gregersen         | Elfsborg                      | prestito      |
| C        | Babacar Sarr            |                               | svincolato    |
| C        | Petter Strand           |                               | svincolato    |
| C        | Tobias Svendsen         | Sandefjord                    | prestito      |
| A        | Thomas Amang            | Kristiansund BK               | prestito      |
| A        | Erling Braut Håland     | Salisburgo                    | definitivo    |
| A        | Fredrik Brustad         | Mjøndalen                     | definitivo    |
| A        | Daniel Chima            | Heilongjiang Huoshan Mingquan | prestito      |
| A        | Paweł Cibicki           | Leeds Utd                     | fine prestito |
| A        | Sivert Gussiås          | Strømmen                      | prestito      |
| A        | Óttar Magnús Karlsson   | Mjällby                       | definitivo    |

### Tra le due sessioni
| Arrivi | Arrivi          | Arrivi     | Arrivi        |
| R.     | Nome            | da         | Modalità      |
| ------ | --------------- | ---------- | ------------- |
| C      | Tobias Svendsen | Sandefjord | fine prestito |

| Partenze | Partenze           | Partenze | Partenze   |
| R.       | Nome               | a        | Modalità   |
| -------- | ------------------ | -------- | ---------- |
| D        | Christoffer Remmer | Westerlo | definitivo |
| D        | Martin Ove Roseth  | Sogndal  | prestito   |

### Sessione estiva(dal 01/08 al 31/08)
| Arrivi           | Arrivi             | Arrivi           | Arrivi        |
| R.               | Nome               | da               | Modalità      |
| ---------------- | ------------------ | ---------------- | ------------- |
| D                | Martin Ove Roseth  | Sogndal          | fine prestito |
| C                | Tobias Christensen | Start            | definitivo    |
| C                | Henry Wingo        | Seattle Sounders | definitivo    |
| Altre operazioni |                    |                  |               |
| R.               | Nome               | da               | Modalità      |
| A                | Thomas Amang       | Kristiansund BK  | fine prestito |

| Partenze | Partenze         | Partenze       | Partenze   |
| R.       | Nome             | a              | Modalità   |
| -------- | ---------------- | -------------- | ---------- |
| D        | Emil Breivik     | Raufoss        | prestito   |
| D        | Christopher Telo | IFK Norrköping | definitivo |
| C        | Tobias Hestad    | Asker          | prestito   |
| A        | Thomas Amang     | Gimnàstic      | definitivo |

### Dopo la sessione estiva
| Arrivi | Arrivi | Arrivi | Arrivi   |
| R.     | Nome   | da     | Modalità |
| ------ | ------ | ------ | -------- |

| Partenze | Partenze          | Partenze   | Partenze |
| R.       | Nome              | a          | Modalità |
| -------- | ----------------- | ---------- | -------- |
| D        | Martin Ove Roseth | Sogndal    | prestito |
| C        | Tobias Svendsen   | Nest-Sotra | prestito |

## Risultati

### Eliteserien

#### Girone di andata
| Arbitro: | Hansen (Feda) |

|              |           |                  |
| Lindseth 68’ | Marcatori | 90’ Wolff Eikrem |

| Arbitro: | Hagen (Grue) |

|                                             |           |  |
| Wolff Eikrem 32’ Omoijuanfo 38’ Moström 81’ | Marcatori |  |

| Arbitro: | Smehus Kringstad (Oslo) |

|                                            |           |                                 |
| Saltnes 21’ Bergan 38’ Bjørnbak 72’ (aut.) | Marcatori | 83’ (rig.) Omoijuanfo 86’ James |

| Arbitro: | Moen (Haugesund) |

|  |           |                               |
|  | Marcatori | 75’ Wolff Eikrem 85’ Knudtzon |

| Arbitro: | Hansen (Feda) |

|                                     |           |  |
| Gabrielsen 2’ Wolff Eikrem 13’, 27’ | Marcatori |  |

| Arbitro: | Hafsås (Trondheim) |

|          |           |                            |
| Koné 81’ | Marcatori | 18’ (rig.), 51’ Omoijuanfo |

| Arbitro: | Døvle (Larvik) |

|                |           |  |
| Haraldseid 61’ | Marcatori |  |

| Arbitro: | Hafsås (Trondheim) |

|                                 |           |                              |
| Bye 34’ Psyché 41’ Kalludra 56’ | Marcatori | 6’ Omoijuanfo 31’ (aut.) Bye |

| Arbitro: | Hagenes (Flaktveit) |

|                                                                      |           |             |
| Moström 10’ Omoijuanfo 39’, 49’ (rig.), 71’ Flem Bjørshol 82’ (rig.) | Marcatori | 36’ Høiland |

| Arbitro: | Døvle (Larvik) |

|                        |           |                |
| Andersen 1’ Taylor 47’ | Marcatori | 90’ Gabrielsen |

| Arbitro: | Eskås (Oslo) |

|                               |           |  |
| Wolff Eikrem 17’ Knudtzon 66’ | Marcatori |  |

| Arbitro: | Hobber Nilsen (Oslo) |

|  |           |                                  |
|  | Marcatori | 9’ Ellingsen 15’, 25’, 29’ James |

| Arbitro: | Moen (Haugesund) |

|                  |           |                       |
| James 84’ (rig.) | Marcatori | 61’ Yttergård Jenssen |

| Arbitro: | Hobber Nilsen (Oslo) |

|                           |           |                          |
| Nordkvelle 49’ Børven 87’ | Marcatori | 22’ James 28’ Omoijuanfo |

| Arbitro: | Saggi (Drammen) |

|                                                                         |           |            |
| Omoijuanfo 6’ Wolff Eikrem 50’ Ulland Andersen 53’ (rig.) Ellingsen 81’ | Marcatori | 60’ Nakkim |

#### Girone di ritorno
| Arbitro: | Hagen (Grue) |

|  |           |                            |
|  | Marcatori | 82’ James 86’ Wolff Eikrem |

| Arbitro: | Skjerven (Kaupanger) |

|                               |           |                  |
| Wolff Eikrem 18’ Sjølstad 75’ | Marcatori | 72’ Zachariassen |

| Arbitro: | Hobber Nilsen (Oslo) |

|                         |           |                             |
| Tønne 28’ Solbakken 71’ | Marcatori | 7’, 48’ James 36’ Ellingsen |

| Arbitro: | Steen (Bergen) |

|                      |           |                 |
| James 42’ Hestad 54’ | Marcatori | 24’, 69’ Børven |

| Arbitro: | Eskås (Oslo) |

|            |           |                             |
| Liseth 90’ | Marcatori | 24’ Omoijuanfo 55’ Knudtzon |

| Arbitro: | Smehus Kringstad |

|                                 |           |  |
| James 45’ Bolly 68’ Hussain 84’ | Marcatori |  |

| Arbitro: | Døvle (Larvik) |

|                 |           |                           |
| Brynhildsen 90’ | Marcatori | 53’ Hestad 69’ Omoijuanfo |

| Arbitro: | Saggi (Drammen) |

|                               |           |                     |
| James 64’ Salquist 90’ (aut.) | Marcatori | 37’ (rig.) Krogstad |

| Bergen 6 ottobre 2019, ore 20:00 24ª giornata | Brann        | 0 – 0 referto | Molde | Brann Stadion (9.821 spett.)\| Arbitro: \| Eskås (Oslo) \| |
| Arbitro:                                      | Eskås (Oslo) |               |       |                                                            |

| Arbitro: | Hobber Nilsen (Oslo) |

|                                 |           |            |
| Hussain 37’, 72’ Omoijuanfo 73’ | Marcatori | 45’ Gregor |

| Arbitro: | Hagen (Grue) |

|                                         |           |                |
| David 35’ Hovland 41’ Maars Johnsen 82’ | Marcatori | 13’ Omoijuanfo |

| Arbitro: | Steen (Bergen) |

|                       |           |  |
| Aursnes 15’ James 59’ | Marcatori |  |

| Arbitro: | Hagenes (Flaktveit) |

|                                                |           |  |
| Omoijuanfo 19’ Wolff Eikrem 34’ James 74’, 81’ | Marcatori |  |

| Arbitro: | Saggi (Drammen) |

|  |           |                                                  |
|  | Marcatori | 23’ Hestad 31’ Bolly 58’ Christensen 82’ Hussain |

| Arbitro: | Eskås (Oslo) |

|                                               |           |                           |
| James 8’ Bolly 37’ Wolff Eikrem 70’ James 87’ | Marcatori | 59’ J. Hauge 90’ Boniface |

### Norgesmesterskapet
| Arbitro: | Smehus Kringstad |

|  |           |                                                     |
|  | Marcatori | 10’, 27’ James 19’, 68’ (rig.), 73’ Ulland Andersen |

| Arbitro: | Smehus Kringstad |

|  |           |                                            |
|  | Marcatori | 5’ Remmer 17’ James 37’, 38’ Nyland Ørsahl |

| Arbitro: | Hagen (Grue) |

|                                             |           |  |
| Friðjónsson 14’, 17’ Fet 55’ Þrándarson 58’ | Marcatori |  |

### Europa League
| Arbitro: | Golubevs |

|                                                                      |           |             |
| James 7’, 31’, 41’ Aursnes 29’ Forren 63’ Hussain 66’ Omoijuanfo 90’ | Marcatori | 71’ Thomsen |

| Reykjavík 18 luglio 2019, ore 21:00 Primo turno di qualificazione Ritorno | KR Reykjavík | 0 – 0 referto | Molde | KR-völlur\| Arbitro: \| McNabb \| |
| Arbitro:                                                                  | McNabb       |               |       |                                   |

| Molde 25 luglio 2019, ore 19:00 Secondo turno di qualificazione Andata | Molde     | 0 – 0 referto | Čukarički | Aker Stadion\| Arbitro: \| Robertson \| |
| Arbitro:                                                               | Robertson |               |           |                                         |

| Arbitro: | Balakin |

|             |           |                                             |
| Kajević 82’ | Marcatori | 4’ Omoijuanfo 38’ Wolff Eikrem 78’ Knudtzon |

| Arbitro: | Mariani |

|                                           |           |  |
| Wolff Eikrem 27’ Hestad 32’ Ellingsen 87’ | Marcatori |  |

| Arbitro: | Harvey |

|                                       |           |            |
| Matilla 25’ Delīzīsīs 37’ Diguiny 84’ | Marcatori | 105’ Bolly |

| Arbitro: | Kassai |

|                      |           |           |
| Soumah 45’ Tošić 84’ | Marcatori | 44’ Bolly |

| Arbitro: | Buquet |

|           |           |             |
| James 72’ | Marcatori | 81’ Miletić |

## Statistiche

### Statistiche di squadra
| Competizione       | Punti | In casa | In casa | In casa | In casa | In casa | In casa | In trasferta | In trasferta | In trasferta | In trasferta | In trasferta | In trasferta | Totale | Totale | Totale | Totale | Totale | Totale | DR  |
| Competizione       | Punti | G       | V       | N       | P       | Gf      | Gs      | G            | V            | N            | P            | Gf           | Gs           | G      | V      | N      | P      | Gf     | Gs     | DR  |
| ------------------ | ----- | ------- | ------- | ------- | ------- | ------- | ------- | ------------ | ------------ | ------------ | ------------ | ------------ | ------------ | ------ | ------ | ------ | ------ | ------ | ------ | --- |
| Eliteserien        | 68    | 15      | 13      | 2       | 0       | 41      | 10      | 15           | 8            | 3            | 4            | 31           | 21           | 30     | 21     | 5      | 4      | 72     | 31     | +41 |
| Norgesmesterskapet | -     | 0       | 0       | 0       | 0       | 0       | 0       | 3            | 1            | 0            | 2            | 9            | 4            | 3      | 1      | 0      | 2      | 9      | 4      | +5  |
| Europa League      | -     | 4       | 2       | 2       | 0       | 11      | 2       | 4            | 1            | 1            | 2            | 6            | 5            | 8      | 3      | 3      | 2      | 17     | 7      | +10 |
| Totale             | -     | 19      | 15      | 4       | 0       | 52      | 12      | 22           | 10           | 4            | 8            | 46           | 30           | 41     | 25     | 8      | 8      | 98     | 42     | +56 |

### Andamento in campionato
| Giornata  | 1 | 2 | 3 | 4 | 5 | 6 | 7 | 8 | 9 | 10 | 11 | 12 | 13 | 14 | 15 | 16 | 17 | 18 | 19 | 20 | 21 | 22 | 23 | 24 | 25 | 26 | 27 | 28 | 29 | 30 |
| --------- | - | - | - | - | - | - | - | - | - | -- | -- | -- | -- | -- | -- | -- | -- | -- | -- | -- | -- | -- | -- | -- | -- | -- | -- | -- | -- | -- |
| Luogo     | T | C | T | T | C | T | C | T | C | T  | C  | T  | C  | T  | C  | T  | C  | T  | C  | T  | C  | T  | C  | T  | C  | T  | C  | C  | T  | C  |
| Risultato | N | V | P | V | V | V | V | P | V | P  | V  | V  | N  | N  | V  | V  | V  | V  | N  | V  | V  | V  | V  | N  | V  | P  | V  | V  | V  | V  |
| Posizione | 7 | 3 | 6 | 4 | 1 | 1 | 1 | 4 | 2 | 3  | 3  | 3  | 3  | 3  | 2  | 2  | 2  | 1  | 2  | 1  | 1  | 1  | 1  | 1  | 1  | 1  | 1  | 1  | 1  | 1  |

Fonte:  Eliteserien 2019, su altomfotball.no, Altomfotball.
Legenda:

Luogo: C = Casa; T = Trasferta. Risultato: V = Vittoria; N = Pareggio; P = Sconfitta.

### Statistiche dei giocatori
| Giocatore          | Eliteserien | Eliteserien | Eliteserien | Eliteserien | Norgesmesterskapet | Norgesmesterskapet | Norgesmesterskapet | Norgesmesterskapet | Europa League | Europa League | Europa League | Europa League | Altre coppe | Altre coppe | Altre coppe | Altre coppe | Totale   | Totale | Totale      | Totale     |
| Giocatore          | Presenze    | Reti        | Ammonizioni | Espulsioni  | Presenze           | Reti               | Ammonizioni        | Espulsioni         | Presenze      | Reti          | Ammonizioni   | Espulsioni    | Presenze    | Reti        | Ammonizioni | Espulsioni  | Presenze | Reti   | Ammonizioni | Espulsioni |
| ------------------ | ----------- | ----------- | ----------- | ----------- | ------------------ | ------------------ | ------------------ | ------------------ | ------------- | ------------- | ------------- | ------------- | ----------- | ----------- | ----------- | ----------- | -------- | ------ | ----------- | ---------- |
| F. Aursnes         | 30          | 1           | 4           | 0           | 1                  | 0                  | 0                  | 0                  | 8             | 1             | 2             | 0             |             |             |             |             | 39       | 2      | 6           | 0          |
| M. Bjørnbak        | 26          | 0           | 3           | 0           | 1                  | 0                  | 0                  | 0                  | 6             | 0             | 0             | 0             |             |             |             |             | 33       | 0      | 3           | 0          |
| M. Bolly           | 13          | 3           | 0           | 0           | 1                  | 0                  | 0                  | 0                  | 6             | 2             | 2             | 0             |             |             |             |             | 20       | 5      | 2           | 0          |
| E. Breivik         | 0           | 0           | 0           | 0           | 3                  | 0                  | 1                  | 0                  | 0             | 0             | 0             | 0             |             |             |             |             | 3        | 0      | 1           | 0          |
| T. Christensen     | 6           | 1           | 1           | 0           | -                  | -                  | -                  | -                  | -             | -             | -             | -             |             |             |             |             | 6        | 1      | 1           | 0          |
| Á. Craninx         | 14          | -15         | 0           | 0           | 3                  | -4                 | 0                  | 0                  | 8             | -8            | 1             | 0             |             |             |             |             | 25       | -27    | 1           | 0          |
| M. Eiane           | 0           | 0           | 0           | 0           | 1                  | 0                  | 0                  | 0                  | 0             | 0             | 0             | 0             |             |             |             |             | 1        | 0      | 0           | 0          |
| M. Ellingsen       | 26          | 3           | 3           | 0           | 1                  | 0                  | 0                  | 0                  | 5             | 1             | 1             | 0             |             |             |             |             | 32       | 4      | 4           | 0          |
| M. Eriksen Ranmark | 0           | 0           | 0           | 0           | -                  | -                  | -                  | -                  | 0             | 0             | 0             | 0             |             |             |             |             | 0        | 0      | 0           | 0          |
| L. Fagerlie        | 0           | 0           | 0           | 0           | 0                  | 0                  | 0                  | 0                  | 0             | 0             | 0             | 0             |             |             |             |             | 0        | 0      | 0           | 0          |
| V. Forren          | 19          | 0           | 4           | 0           | 3                  | 0                  | 1                  | 0                  | 7             | 1             | 2             | 0             |             |             |             |             | 29       | 1      | 7           | 0          |
| H. Frisvold Jenset | 0           | 0           | 0           | 0           | 0                  | 0                  | 0                  | 0                  | 0             | 0             | 0             | 0             |             |             |             |             | 0        | 0      | 0           | 0          |
| R. Gabrielsen      | 26          | 2           | 5           | 0           | 2                  | 0                  | 0                  | 1                  | 5             | 0             | 0             | 0             |             |             |             |             | 33       | 2      | 5           | 1          |
| K. Haraldseid      | 28          | 1           | 1           | 0           | 0                  | 0                  | 0                  | 0                  | 8             | 0             | 0             | 0             |             |             |             |             | 36       | 1      | 1           | 0          |
| K. Haugen          | 20          | 0           | 4           | 0           | 0                  | 0                  | 0                  | 0                  | 7             | 0             | 1             | 0             |             |             |             |             | 27       | 0      | 5           | 0          |
| E. Hestad          | 28          | 4           | 4           | 0           | 2                  | 0                  | 0                  | 0                  | 8             | 1             | 2             | 0             |             |             |             |             | 38       | 5      | 6           | 0          |
| T. Hestad          | 0           | 0           | 0           | 0           | 1                  | 0                  | 0                  | 0                  | 0             | 0             | 0             | 0             |             |             |             |             | 1        | 0      | 0           | 0          |
| E. Hussain         | 16          | 4           | 2           | 0           | 2                  | 0                  | 0                  | 0                  | 8             | 1             | 3             | 0             |             |             |             |             | 26       | 5      | 5           | 0          |
| L. James           | 28          | 17          | 2           | 0           | 2                  | 3                  | 0                  | 0                  | 8             | 4             | 2             | 0             |             |             |             |             | 38       | 24     | 4           | 0          |
| E. Knudtzon        | 20          | 3           | 3           | 0           | 2                  | 0                  | 0                  | 0                  | 7             | 1             | 1             | 0             |             |             |             |             | 29       | 4      | 4           | 0          |
| A. Linde           | 16          | -16         | 2           | 0           | 0                  | 0                  | 0                  | 0                  | 0             | 0             | 0             | 0             |             |             |             |             | 16       | -16    | 2           | 0          |
| M. Moström         | 20          | 2           | 3           | 0           | 3                  | 0                  | 1                  | 0                  | 4             | 0             | 0             | 0             |             |             |             |             | 27       | 2      | 4           | 0          |
| J. Nyland Ørsahl   | 0           | 0           | 0           | 0           | 1                  | 2                  | 0                  | 0                  | 0             | 0             | 0             | 0             |             |             |             |             | 1        | 2      | 0           | 0          |
| O. Omoijuanfo      | 27          | 15          | 4           | 1           | 1                  | 0                  | 0                  | 0                  | 7             | 2             | 1             | 0             |             |             |             |             | 35       | 17     | 5           | 1          |
| O. Petersen        | 0           | 0           | 0           | 0           | 0                  | 0                  | 0                  | 0                  | 0             | 0             | 0             | 0             |             |             |             |             | 0        | 0      | 0           | 0          |
| C. Remmer          | 3           | 0           | 0           | 0           | 3                  | 1                  | 0                  | 0                  | 0             | 0             | 0             | 0             |             |             |             |             | 6        | 1      | 0           | 0          |
| M. Roseth          | 0           | 0           | 0           | 0           | 0                  | 0                  | 0                  | 0                  | 0             | 0             | 0             | 0             |             |             |             |             | 0        | 0      | 0           | 0          |
| W. Røsok           | 0           | 0           | 0           | 0           | 0                  | 0                  | 0                  | 0                  | 0             | 0             | 0             | 0             |             |             |             |             | 0        | 0      | 0           | 0          |
| F. Sjølstad        | 16          | 1           | 3           | 0           | 3                  | 0                  | 0                  | 0                  | 2             | 0             | 0             | 0             |             |             |             |             | 21       | 1      | 3           | 0          |
| O. Sundgot         | 0           | 0           | 0           | 0           | 0                  | 0                  | 0                  | 0                  | 0             | 0             | 0             | 0             |             |             |             |             | 0        | 0      | 0           | 0          |
| C. Telo            | 1           | 0           | 0           | 0           | 3                  | 0                  | 0                  | 0                  | 0             | 0             | 0             | 0             |             |             |             |             | 4        | 0      | 0           | 0          |
| E. Ulland Andersen | 5           | 1           | 0           | 0           | 1                  | 3                  | 0                  | 0                  | 0             | 0             | 0             | 0             |             |             |             |             | 6        | 4      | 0           | 0          |
| H. Wingo           | 3           | 0           | 0           | 0           | -                  | -                  | -                  | -                  | 0             | 0             | 0             | 0             |             |             |             |             | 3        | 0      | 0           | 0          |
| M. Wolff Eikrem    | 25          | 11          | 6           | 0           | 1                  | 0                  | 0                  | 0                  | 7             | 2             | 1             | 0             |             |             |             |             | 33       | 13     | 7           | 0          |